# 자벤템

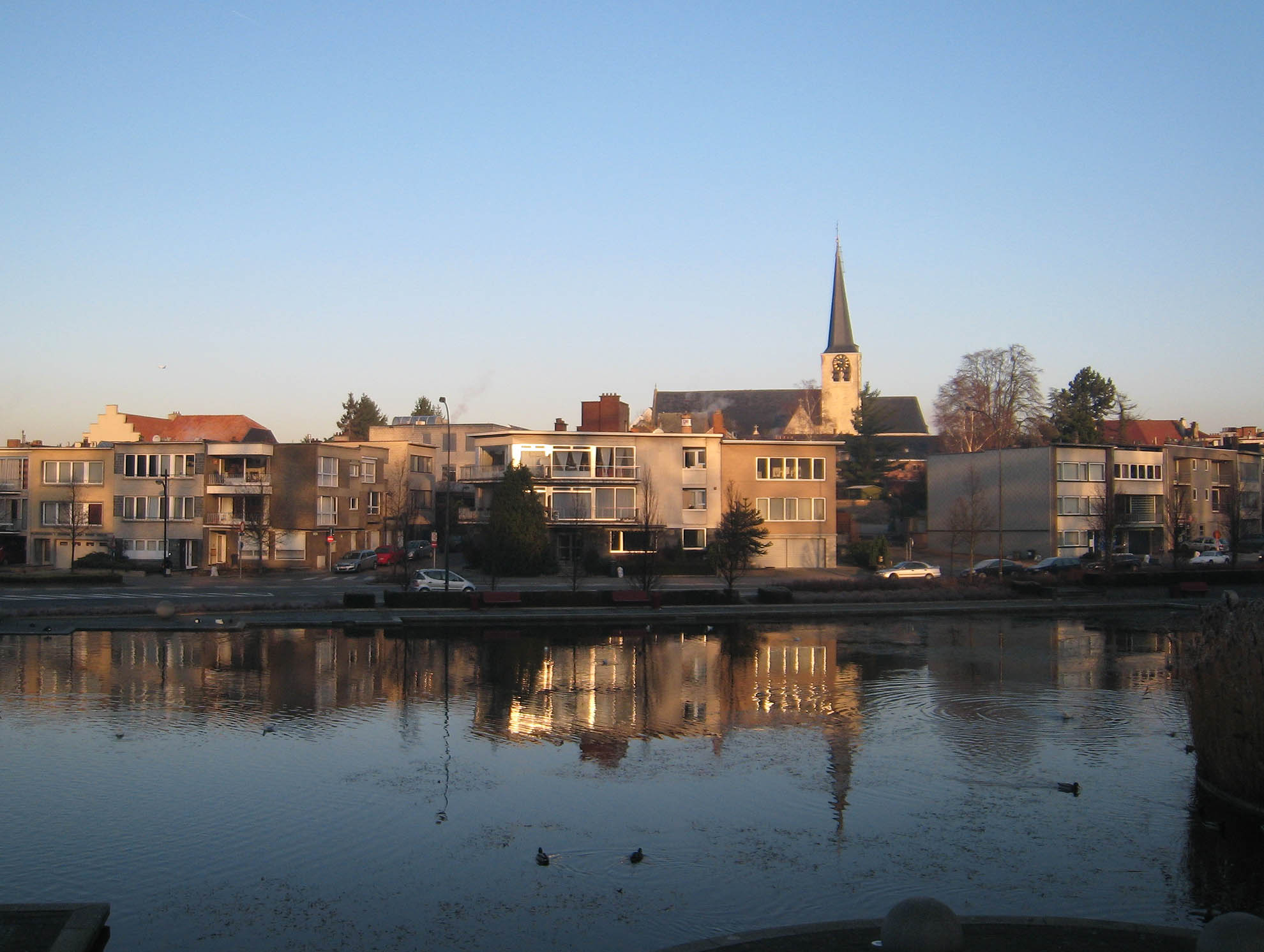
자벤템의 경관

자벤템(Zaventem)은 벨기에 플랑드르 지역의 플람스브라반트주에 위치한 도시이다. 브뤼셀 수도권에 포함하는 도시로, 그린 벨트 지역인 그루너 고르덜에 속해 있는 데이즐러란트 지역에 위치하며 브뤼셀 북동쪽에 있다. 2013년 기준으로 인구는 31,715명이다. 네덜란드어를 사용하는 지역이다. 브뤼셀 공항이 위치한 것으로 잘 알려져 있다.

## 자매도시
자벤템의 자매결연도시는 다음이 있다.
- 프랑스 아바일리무쟁
- 독일 블랑켄하임[1]